# Abraham Cheroben
Abraham Naibei Cheroben (* 11. Oktober 1992) ist ein bahrainischer Langstreckenläufer kenianischer Herkunft, der sich auf Straßenläufe spezialisiert hat. Er ist seit 2016 für Bahrain startberechtigt.

## Sportliche Laufbahn
Im Oktober 2012 wurde er bei seinem ersten internationalen Rennen Sechster über 10 km bei Tout Rennes court in 28:10 min. Beim Halbmarathon von Reims à toutes jambes wurde er eine Woche später Vierter in 1:03:53 h. Im Jahr darauf siegte er bei den 20 km von Maroilles. Beim Lille-Halbmarathon wurde er Fünfter, beim Valencia-Halbmarathon Vierter. 2014 siegte er beim Santa-Pola-Halbmarathon, blieb als Zweiter beim Berliner Halbmarathon mit 59:14 min erstmals unter einer Stunde über diese Distanz und siegte bei den 25 km von Berlin. Im Herbst gewann er den Valencia-Halbmarathon und wurde Siebter beim Delhi-Halbmarathon.
2015 kam er beim Berliner Halbmarathon auf den dritten Platz. Außerdem gewann er den Budweis-Halbmarathon, den Singelloop Utrecht sowie den Montferland Run und feierte seinen zweiten Sieg beim Valencia-Halbmarathon. Daraufhin entschied er sich, ab dem folgenden Jahr für Bahrain zu starten. 2016 qualifizierte er sich im 10.000-Meter-Lauf für die Olympischen Spiele in Rio de Janeiro, bei denen er in 27:31,86 min den 10. Platz belegte. Seine wichtigsten Resultate bei Straßenläufen waren in dieser Saison ein vierter Platz beim RAK-Halbmarathon und ein dritter Platz beim CPC Loop Den Haag. 2017 nahm er an den Crosslauf-Weltmeisterschaften in Kampala teil, kam dort aber nicht ins Ziel. Bei den Leichtathletik-Weltmeisterschaften 2017 in London trat er im 10.000-Meter-Lauf an und belegte in neuem Landesrekord von 27:11,08 min den elften Platz. Im September siegte er beim Kopenhagen-Halbmarathon in 58:40 min, der drittschnellsten jemals auf dieser Distanz gelaufenen Zeit. Einen Monat später gewann er zum dritten Mal den Valencia-Halbmarathon.
2018 holte er bei den Halbmarathon-Weltmeisterschaften in Valencia hinter dem Kenianer Geoffrey Kipsang Kamworor die Silbermedaille. Einen weiteren zweiten Platz erzielte er im 10.000-Meter-Lauf bei den Asienspielen in Jakarta hinter seinem Landsmann Hassan Chani in 29:00,29 min; aufgrund der Dopingsperre und der Aberkennung der Erfolge Chanis gewann er schließlich den Wettbewerb.
Cheroben absolvierte ein Studium an der Moi University in Eldoret.

## Persönliche Bestzeiten
- 10.000 Meter: 27:11,08 min, 4. August 2017 in London (Bahrainischer Rekord)
- 10-km-Straßenlauf: 27:35 min, 27. September 2015 in Utrecht
- Halbmarathon: 58:40 min, 17. September 2017 in Kopenhagen (Asienrekord)
- 25-km-Straßenlauf: 1:11:47 h, 4. Mai 2014 in Berlin